# Калес
Вижте пояснителната страница за други значения на Калес.
Калес (Cales) е древен град в Кампания, днешната комуна Калви Ризорта в провинция
Казерта, Италия.
Бил е град на аврунките/авзоните (Ausones) на Виа Латина.
Римляните го превземат през 335 пр.н.е. чрез консула Марк Валерий Корв.
От Калес произлиза фамилията Фуфии с когномен Калени (Caleni).